# پلی‌یورتان

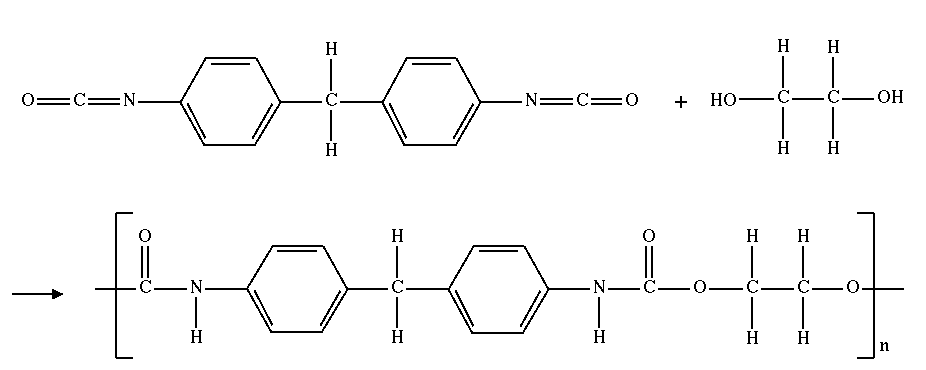

پلی‌اورتان (به انگلیسی: Polyurethane) به دسته‌ای از مواد شیمیایی گفته می‌شود که از واکنش پلی ال‌ها و ایزوسیانات‌ها به‌عنوان مواد اصلی تشکیل دهنده ساخته می‌شوند.

## کشف
پلی‌اورتان‌ها را اولین بار اوتو بایر در سال ۱۹۳۷ در آلمان کشف کرد و بعد از آن این مواد با داشتن خواص ویژه پیشرفت بسیار زیادی را در انواع صنایع جهان داشتند. اولین پلی‌اورتان، از واکنش دی‌ایزوسیانات تولید شدند. آلیتان‌ها ترکیباتی هستند که در ساختار آن‌ها پیوند اورتانی وجود دارد.
پلی‌اورتان (PU) نام عمومی پلیمرهایی است که دارای پیوند اورتان می‌باشند. پیوند اورتانی از طریق واکنش افزایشی بین یک گروه ایزوسیانات و یک ترکیب دارای هیدروژن فعال مثل گروه هیدروکسیل تشکیل شده‌است. گروه‌های ایزوسیانات به شدت واکنش پذیر بوده و به همین علت پیشرفت واکنش آن‌ها نیاز به افزایش دما ندارد. (واکنش در دمای محیط صورت می‌گیرد) مهم‌ترین ویژگی این گروه از پلیمرها این است که پس از واکنش ساختاری پایدار به وجود می‌آید. پلی‌اورتان در اشکال مختلف مانند: فراورده‌های فوم، فیلم، الاستومرها، پودرها، مایعات و امولسیون‌ها قابل تولید هستند.
ترکیباتی که دارای گروه ایزوسیانات هستند عبارتند از:
- ۲و۴ یا ۲و۶ تولوئن دی ایزوسیانات
- ۴و۴ یا ۲و۴ دی فنیل متان دی ایزوسیانات
- ۱و۶ هگزا متیلن دی ایزوسیانات

علاوه بر موارد ذکر شده، ترکیبات ایزوسیاناتی دیگری نیز وجود دارند.
ترکیباتی که دارای دو گروه هیدروکسیل (OH) یا بیشتر باشند را پلی اُل می‌نامند و به‌طور معمول از گونه‌های زیر استفاده می‌شود:
1. پلی اتر پلی ال
2. پلی استر پلی ال
3. پلی کربنات پلی ال
4. پلی کاپرولاکتون پلی ال

به علاوه، به جای گروه‌های هیدروکسیل، ترکیباتی مثل اسیدهای کربوکسیلیک و آمین‌ها که دارای هیدروژن فعال هستند نیز می‌توانند در ترکیب با ایزوسیانات‌ها مورد استفاده قرار گیرند.
به همین دلیل، زمانی‌که صحبت از پلی‌اورتان‌ها می‌شود، می‌توان گفت که گونه‌های بیشماری از آن‌ها وجود دارد.
با توجه به آنچه گفته شد می‌توان نتیجه گرفت، پلی‌اورتان‌ها در موارد گوناگونی مانند: فوم‌های نرم، فوم‌های سخت، الاستومرها، چسب‌ها، روکش‌ها و پایه‌های رنگی بکارگرفته می‌شوند.

## کاربرد

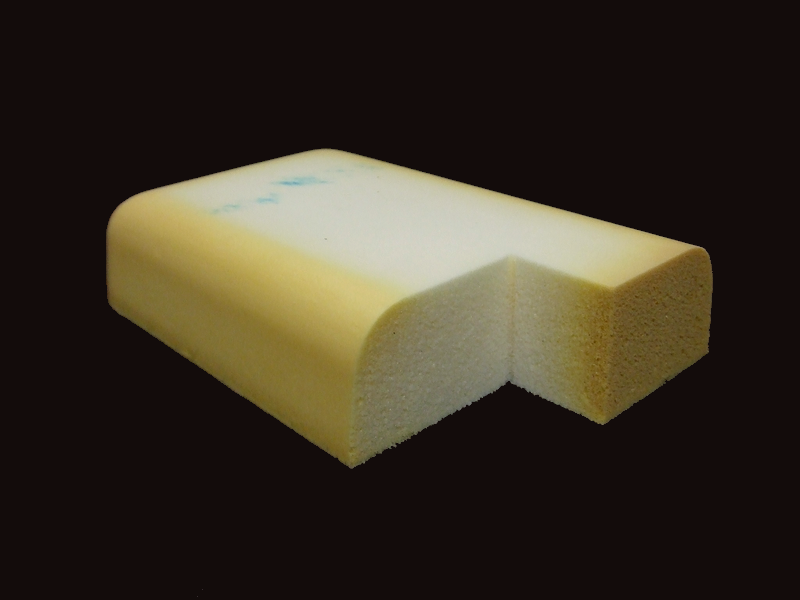
پلی‌اورتان

پلی‌اورتان‌ها به شکل‌های مختلف از جمله فوم‌های نرم، فوم‌های سخت؛ الاستومرها، ترموپلاستیک الاستومرها، رزین، رنگ، پوشش و… در دنیا کاربرد دارند.
یکی از کاربردهای پلی‌اورتان‌ها، استفاده به عنوان پوشش لوله‌های مدفون در خاک با هدف حفاظت در برابر خوردگی می‌باشد. پلی‌اورتان مورد استفاده در این روش، از نوع ۱۰۰٪ جامد و با مواد اولیه دو جزئی است ولی نبایستی چسبندگی زیادی به سطح لوله از این پوشش توقع داشت. پلی اورتان‌ها در شرایط کاربری خاص مانند دمای بالای خط لوله یا تعمیرات پوشش اصلی کاربرد دارند و کمتر به عنوان پوشش اصلی خطوط انتقال استفاده می‌شوند.
استفاده از پوشش‌های پلی‌اورتان جهت پوشش داخلی خطوط انتقال کاربرد بسیار محدودی داشته و به علت آزاد کردن ترکیبات سمی ایزوسیانات جهت پوشش داخلی توصیه نمی‌گردد. کاربرد ترکیبات پلی اورتان نیز به‌طور پیوسته رو به توسعه است.
ماستیک‌های پلی اورتان و سیلیکون با توجه به خواص شیمیایی و مکانیکی خود داری کاربردها مختلفی می‌باشند. در کانال‌ها و مخازن آب و فاضلاب، کف‌سازی سالن‌ها، پیاده‌روها، درز قطعات پیش‌ساخته و کلیه درزهایی که باید در برابر نفوذ آب و دیگر مایعات محافظت گردد و همچنین برای ساخت زیره کفش استفاده می‌شود.

## ویژگی های پلی اورتان
پلی یورتان نیز یک پلیمر ترموست است که مقاومت بالایی در برابر ضربه و ساییدگی دارد. نوع مناسب برای پوشش کف، پلی یورتان آلیفاتیک است که مقاومت بیشتری دارد.
- انعطاف‌پذیری بالا و مقاومت در برابر ترک خوردگی
- مقاومت بالا در برابر خش و ساییدگی
- مقاومت شیمیایی بالا در برابر اسید لاکتیک (مناسب برای صنایع لبنی)
- مقاومت در برابر اشعه UV و عدم زرد شدن
- تحمل نوسانات دمایی بالا (مناسب برای سردخانه‌ها)

## چسب پلی اورتان
یکی از رایج‌ترین محصولات تولیدی با استفاده از پلی اورتان، چسب پلی اورتان است. این چسب که مقاومت بالایی در برابر ضربه، فشار، رطوبت و عوامل محیطی دیگر دارد، عمدتا در سازه‌‌هایی با مقاومت بالا مورد استفاده قرار می‌گیرند.

## ماستیک درزگیر
همان‌طور که از نام این محصول پیداست، برای درزگیری و آب بندی شکاف‌ها و نقطه اتصال دو قطعه استفاده می‌شود. در حال حاضر می‌توان کاربرد و تاثیر چسب ماستیک درزگیر پلی اورتان را در تمامی صنایع مشاهده کرد.

## رنگ پلی‌اورتان
رنگ پلی‌اورتان یکی از پیشرفته‌ترین و مقاوم‌ترین پوشش‌های شیمیایی است که در صنایع مختلف استفاده می‌شود. این رنگ بر پایه ترکیبات پلی‌اورتان ساخته شده و ویژگی‌های منحصر به فردی دارد که آن را از سایر رنگ‌ها متمایز می‌کند. مقاومت بالا در برابر سایش، خش، رطوبت و مواد شیمیایی از جمله دلایلی است که رنگ‌های پلی‌اورتان به‌عنوان یک راهکار ایده‌آل در پروژه‌های صنعتی و تجاری به‌کار گرفته می‌شوند.
رنگ پلی‌اورتان نوعی رنگ صنعتی با پایه رزین است که دوام و مقاومت بسیار بالایی دارد. این رنگ در برابر عوامل محیطی مثل رطوبت، اشعه UV، مواد شیمیایی و سایش بسیار مقاوم است. سطح نهایی آن صاف، براق و زیباست و برای محیط‌های داخلی و خارجی مناسب است. از این رنگ در صنایع خودروسازی، چوب، فلزات و کف‌پوش‌ها استفاده می‌شود.

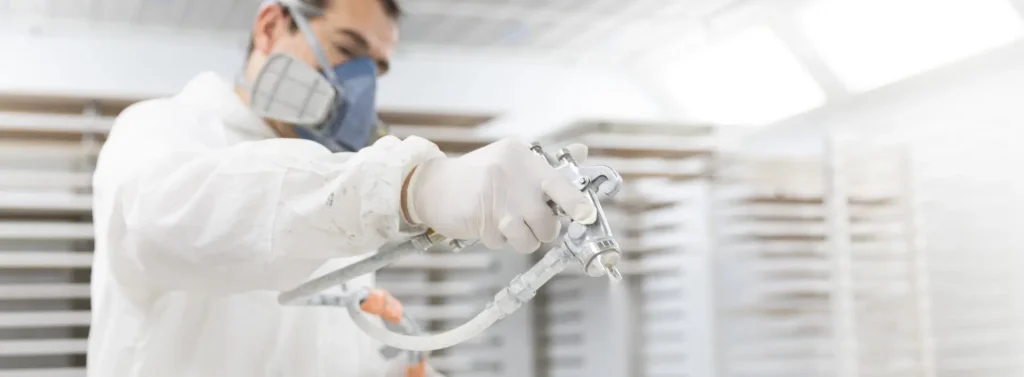
رنگ پلی اورتان

رنگ پلی اورتان (Polyurethane Paint) یک نوع رنگ صنعتی بسیار مقاوم و بادوام است که از ترکیب رزین‌های پلی‌اورتان و ایزوسیانات ساخته می‌شود. این رنگ‌ها معمولاً در دو بخش (دو جزئی) ارائه می‌شوند: بخش اول شامل رزین و رنگ‌دانه، و بخش دوم شامل سخت‌کننده (هاردنر). این دو جزء قبل از استفاده با هم مخلوط می‌شوند و پس از خشک شدن، پوششی سخت، براق و مقاوم در برابر عوامل محیطی ایجاد می‌کنند.

## ویژگی‌های اصلی رنگ پلی اورتان
- مقاومت بالا در برابر اشعه UV، مواد شیمیایی، روغن، آب، و سایش
- دوام طولانی در محیط‌های بیرونی و صنعتی
- ظاهر براق یا نیمه‌براق (در صورت نیاز می‌توان نوع مات هم تولید کرد)
- چسبندگی عالی روی سطوح فلزی، چوبی، سیمانی، و حتی پلاستیکی با آماده‌سازی مناسب
- خشک شدن سریع نسبت به بسیاری از رنگ‌های دیگر
- مناسب برای رنگ‌آمیزی خودرو، سازه‌های فلزی، کفپوش صنعتی، مبلمان چوبی و…[۲]

## کاربردهای رایج رنگ پلی اورتان
رنگ پلی اورتان معمولاً دو جزئی است:
1. جزء A: شامل رنگ‌دانه‌ها، رزین پلی‌اورتان، افزودنی‌ها
2. جزء B (هاردنر): شامل ایزوسیانات به‌عنوان فعال‌کننده شیمیایی

این دو جزء در زمان مصرف با هم ترکیب می‌شوند و پس از مدتی شروع به سخت شدن می‌کنند.

## ترکیبات و اجزا رنگ پلی اورتان
رنگ پلی اورتان در صنایع و مصارف خانگی کاربرد زیادی دارد:
- صنعتی: رنگ‌آمیزی ماشین‌آلات، لوله‌ها، تانکرها، اسکلت فلزی
- خودرو: رنگ نهایی بدنه خودروها به خاطر درخشندگی و مقاومت بالا
- چوب: پوشش نهایی روی مبلمان، کابینت، پارکت و میز
- ساختمان: کف‌پوش صنعتی، دیوار، در و پنجره‌های فلزی
- دریایی و هوایی: در کشتی‌ها و هواپیماها برای مقاومت در برابر شرایط سخت

## چگونگی ساخت ترکیبات پلی‌اورتان
آمیختن پلی‌اورتان با پلی اوره امری متداول است و روندی رو به رشد دارد. پلی‌اورتان دسته‌ای از پلیمرهای پر مصارف با خواص عالی هستند. به همین خاطر، طراحان و متخصصان صنایع پوشش دهی به خوبی توان بهره‌برداری از این ترکیبات را در کاربردهای گوناگون دارند از جمله پوشش‌های شفاف برای پوشش دهنده‌های تک لایه مخصوص بام‌ها و رنگ‌های مورد استفاده برای مشخص کردن محل گذر عابرین پیاده و…
مقاومت پلی‌یورتان‌ها در برابر سایش ضربه و ترک خوردگی بسیار خوب است، از جمله ویژگی‌های آن‌ها پخت سریع و کامل در دمای محیط است. 
پلی‌یورتان‌ها آلیفاتیک از انواع آروماتیک گرانتر هستند. به همین خاطر انواع آروماتیک و نمونه‌های اپوکسی دار در استرها، رنگ‌های پایه و پوشش‌های رابط بکار می‌روند. در حالی که آلیفاتیک‌ها ویژه پوشش نهایی هستند. 
استفاده از پوشش‌های محافظ برای جلوگیری از پدیده خوردگی در ساختارهای فولادی که آستر و پوشش پایه آن‌ها از نوع سامان‌های اپوکسی دار است، 
نمونه‌ای از کاربردهای مهم پلی‌اورتان‌ها محسوب می‌شوند. مورد دیگر، سامانه‌های پوشش دهنده کف است که در آن‌ها نیز انواع پوشش‌های پایه را می‌توان بکار برد، گاهی پوشش نهائی از نوع اورتان برای لایه نهایی کف نیز کفایت می‌کند. 
کاربرد پلی‌اورتان‌ها و پلی اوره‌ها در کفپوش‌ها انواع فناوری کاربرد پوشش‌های کف همگی بر دو اصل استوارند. یکی از آن‌ها فناوری فیلم نازک است که یک یا چند پوشش با ضخامت حدود ۵۰ تا ۱۲۵ میکرون روی سطح کف پوشش داده می‌شود. 
درزگیری و غبارزدایی نیز از جمله مراحل مهم در این روش محسوب می‌شوند که هدف نهایی آن‌ها رسیدن به کفپوش‌هایی با طرح‌های ریز و مزین است. 
رزین‌های مورد مصرف در پوشش‌های کف عبارتند از: آلکیدها، اپوکسی‌ها یا اپوکسی استری بر پایه آب و حلال، مخلوط‌های معلق، آمیخته‌های پلی‌اورتانی بر پایه آب و انواع پلیمرهای آکریلیکی، بهترین حالت برای این نوع کفپوش‌ها آن است که، اثر مواد شیمیایی یا آب روی سطح کفپوش به راحتی برطرف شود و لکه‌ای بر جای نماند.
پوشش‌های آلکیدی در مقابل سود سوز آور بسیار ضعیف عمل می‌کنند. نوع دیگر پوشش دهی فناوری فیلم ضخیم است که در آن حداقل ضخامت پوشش ۲۰۰ میکرون و حداکثر آن گاهی به ده میلی‌متر هم می‌رسد. 
هدف از این نوع پوشش دهی پر کردن ترک‌ها، حفره‌ها و تسطیح سطوح شدیداً سایید شده‌است. سیمان و مصالح سنگی موردنظر با انواع رزین‌ها مخلوط می‌شوند: اپوکسی‌ها، پلی‌اورتان‌های آروماتیک (غالباً روغن کوچک و MDI دی فنیل متان ۴_ ،۴_ دی ایزوسیانات لاتکس SBR و اکریلیکی پر مصرف‌ترین رزین‌ها هستند). 
روش کار به شکل پاشش یا ریختن پوشش روی سطح و به دنبال آن ماله‌کشی دستی یا اعمال فشار به وسیله غلتک است.
در برخی از موارد در کفپوش‌های ضخیم از استرهای غیر اشباع، وینیل استرها و اپوکسی‌های با میزان صد در صد جامد استفاده می‌شود. 
پلی‌اورتان‌های آروماتیک بر پایه MDI برای پوشش دهی کف زیاد بکار می‌روند، چرا که MDI ایزوسیاناتی نسبتاً ارزان است. 
جالب است که بدانید مولکول MDI و پلیمر سنتز شده از آن به راحتی پرتو فرابنفش را جذب می‌کنند، زرد شدن پوشش‌هایی که در معرض نور خورشید واقع شده‌اند به دلیل همین مسئله است.

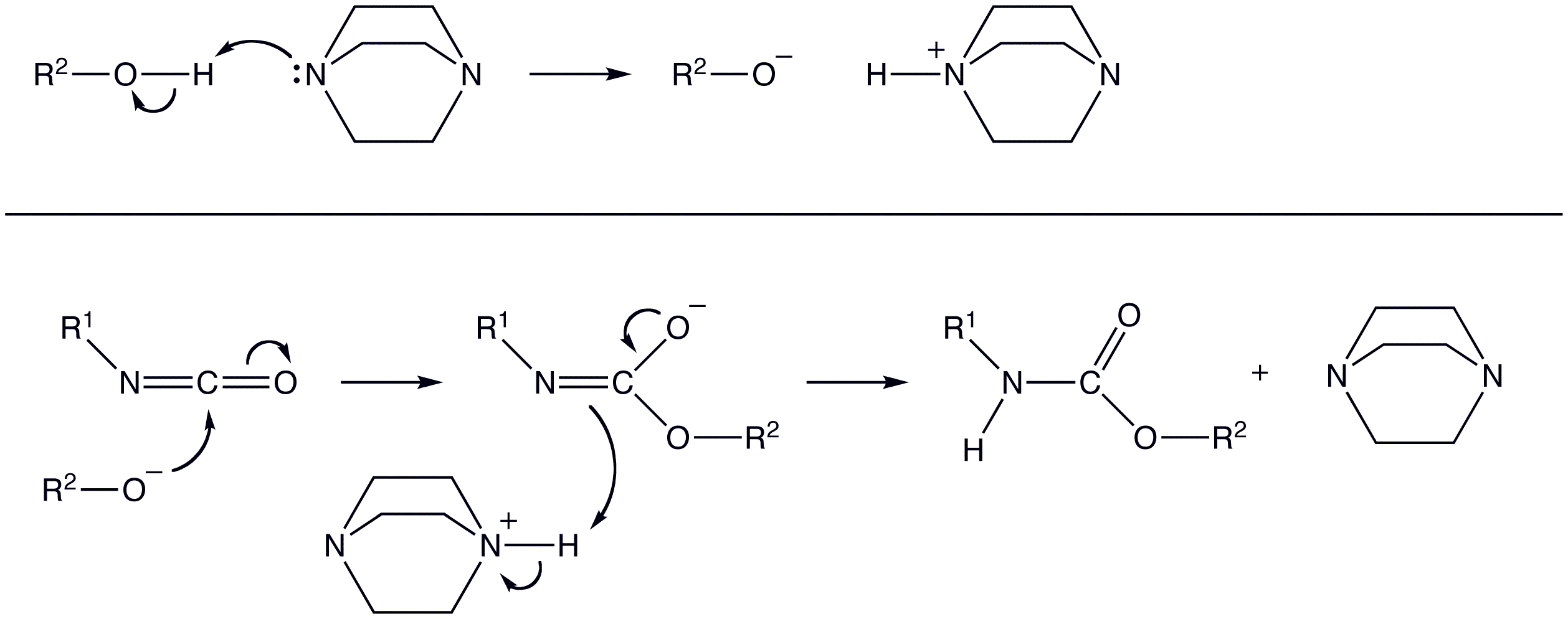
PUaminepolymerization

## پلی اوره
در چند سال اخیر فناوری پوشش‌های پلی اوره گسترش و کاربرد یافته‌است. از مزایای اصلی این نوع پوشش‌ها سخت شدن بسیار سریع آنهاست که نتیجه آن، دسترسی به یک فناوری پرشتاب است. در سامانه‌های پلی اوره بر پایه هگزامتیلن دی ایزوسیانات (TMXDI) پوشش پاشیده شده روی بلوک یخ در عرض ۲۰ ثانیه سخت می‌شوند. پوشش‌های پلی اوره در پوشش دهی خطوط لوله‌های انتقال نفت کاربرد دارند و مقدار جریان کاتدی مورد نیاز در حفاظت کاتدی را کم می‌کنند. در بسیاری از موارد سامانه‌های پلی اوره همانند پلی‌اورتان‌های دو جزئی هستند. سامانه پوششی در پلی‌اورتان‌های متداول از یک بخش A متشکل از پلی اوره (و رنگدانه در صورت نیاز) و یک بخش B که غالباً سخت‌کننده است، تشکیل می‌شود. سرعت واکنش تشکیل پلی اوره بی‌نهایت زیاد است به‌طوری‌که تجهیزات پاشش ویژه‌ای مورد نیاز است. زمانی بود که بخش ایزوسیاناتی را مونومر MDI تشکیل می‌داد. این نوع سامانه‌های پلی اوره ارزان بوده و خواص خوبی دارند. البته بعدها در اوایل دهه ۹۰ در انگلستان و ایالات متحده سامانه‌های آلیفاتیک وارد بازار شدند. در این سامانه‌ها پایداری نوری به مراتب بهتر شده و هرگاه که ایزوسیانات مصرفی TXMDI باشد، سرعت واکنش کمتر می‌شود. با این حال هنوز هم سرعت واکنش تشکیل پلی اوره چنان زیاد است که برای پژوهشگران مشکل ایجاد می‌کند. زمانی که پلی اوره به‌طور دستی تهیه می‌شود، سامانه پس از چند ثانیه غیرقابل استفاده شده و قالب‌گیری و تهیه فیلم از آن امکانپذیر نخواهد بود. با این حال تهیه نمونه‌ها به روش پاشش امکانپذیر است، ولی هنگامی که نمونه‌ها در سردخانه خیلی سرد شوند جابجایی مواد بسیار مشکل است.
پلی یورتان، از واکنش شیمیایی بین ترکیب حاوی گروه هیدروکسیل (پلی ال) و ترکیب دارای گروه ایزوسیانات تشکیل می گردد. پلی ایزوسیانات ها و پلی ال ها دارای تنوع زیادی هستند؛ از لحاظ ساختار شیمیایی، واکنش پذیری و تعداد گروه های عاملی متفاوت اند. پوشش های تهیه شده بوسیله پلی ایزوسیانات های آلیفاتیک و سیکلوآلیفاتیک دارای ثبات نوری بالا و مقاوم به شرایط جوی هستند که برای شرایط سخت محیطی توصیه می شوند. پلی ایزوسیانات های آروماتیک بر خلاف آلیفاتیک ها برای کاربردهای خارجی مناسب نیستند. خشک شدن و پخت پوشش های پلی اورتان تحت تاثیر میزان واکنش پذیری پلی ایزوسیانات مصرفی است؛ بنابراین نوع پلی ایزوسیانات می تواند تعیین کننده کاربرد پوشش باشد. پلی استر پلی ال، کوپلیمرهای اکریلیکی حاوی گروه هیدروکسیل و پلی اتر پلی ال از مهم ترین پلی ال ها محسوب می شوند که به صورت شاخه ای یا خطی وجود دارند. ساختار و میزان گروه های فعال بر خواص پلی اورتان اثر می گذارد. هرچه گروه های هیدروکسیلی و میزان شاخه ای بودن پلی ال بیشتر باشد، سختی و مقاومت شیمیایی و حلالی پلی اورتان بالاتر می رود. مقاومت مکانیکی بالا، مقاومت شیمیایی قابل توجه، ثبات نوری و مقاومت جوی چهار مزّیت اصلی پلی اورتان محسوب می شوند که دو مورد آخر در پلی اورتان های آلیفاتیک برجسته است.
روش ساخت: رنگدانه را به مقداری از آمین و افزودنی‌ها اضافه می‌کنند تا مخلوط مناسب برای غلتک کاری به‌دست آید. زمانی که مخلوط به حالتی رسید که به راحتی خرد شود، باقی‌مانده آمین را نیز به ان می‌افزایند. در صورت وجود رنگدانه‌های آلی لازم است به جای توزیع‌کننده‌های سریع از آسیاب غلتکی افقی استفاده شود. همچنین، دمای مخلوط باید به ۳۵۰ درجه سانتی گراد برسد. در مرحله بعد در اتمسفر نیتروژن، ایزوسیانات به آهستگی در مدت زمان ۳۰ دقیقه به مخلوط آمین اضافه و به حد کافی هم زده می‌شود. باید اجازه داد که دمای واکنش گرمازا به ۳۵۰ درجه سانتی گراد برسد و سپس محصول برداشته شود. ویکس و همکارانش سرعت سامانه‌های پلی اوره را تا حدی کند کردند به‌طوری‌که امکان استفاده از سامانه‌های پلی‌اورتانی در تجهیزات پوشش دهی به‌طور مستقیم و بدون تغییر به وجود آمد. گرانروی (ویسکوزیته) آمین‌های دارای گروه‌های جانبی، بیشتر از آمین‌های ساده است و این در حالی است که وزن مولکولی آن‌ها نیز بیشتر است. یک راه برای کم کردن گرانروی و بهتر کردن خواص، استفاده از اکسازولیدین با گرانروی کم است. یکی از معایب این سامانه نیاز آن به اجزای با گروه‌های عاملی ایزوسیانات است. صنعت رنگ هنوز راه زیادی در پیش رو دارد تا به فناوری عاری از ایزوسیانات‌ها دست یابد. سامانه‌های آمیخته یکی از راه‌های به‌کارگیری اکسازولیدین و پلی اوره (ترکیب کردن دو سامانه) با هم است. لازم است که موازنه شیمیایی انجام گیرد که البته سامانه‌های با حجم یک به یک چنین‌اند. در برخی از موارد، وجود عامل رطوبت زا برای عمل سخت شدن ضرورت دارد. در کفپوش‌های با سامانه‌های بر پایه آب، هنگامی که سطح زیادی با سامانه‌های رنگی بر پایه حلال رنگ می‌شود، مقادیر قابل توجهی از ترکیبات آلی فرار وارد می‌شود. کاربرد روزافزون پوشش‌ها، بازار بزرگی برای سامانه‌های عاری از حلال یا سامانه‌های بر پایه آب به وجود آورده‌است. رنگ‌های پلی‌اورتانی و آمیخته‌های آن‌ها و رزین‌های آکریلیکی سهم زیادی از بازار اروپا را به خود اختصاص داده‌اند. پلیمرهای اکریلیکی امولسیونی یا همان لاتکس‌ها نسبتاً ارزان‌تر هستند. امولسیون‌های آکریلیکی نیز تقریباً برای چند سال جزو کالاهای مقرون به صرفه محسوب می‌شدند که کاربرد زیادی در پوشش‌های تزئینی دارند، به‌خصوص در کفپوش‌های از جنس پلی‌اورتان که در مقابل سایش نسبت به نوع آکریلیکی بسیار مقاوم ترند، ولی این ترکیبات گران بوده و تلاش می‌شود تا فرمول‌های جدید ارزان از آن‌ها تهیه شود.
به منظور ساخت رزین‌های پراکنشی پلی‌اورتانی (PUD)، روش مرسوم در ساخت رزین‌های پراکنشی پلی‌یورتانی بر پایه آب، تهیه پیش پلیمری با گروه پایانی ایزوسیانات است که پلی ال اصلاح‌کننده در ساختار زنجیر، گروه عاملی کربوکسیلیک اسید را به وجود می‌آورد و در مرحله بعد این ماده با آمین نوع سوم در آب پخش می‌شود تا مراکز یونی به وجود آورد. به این ترتیب ذرات پلیمر پایدار می‌گردند. حضور یک پلی آمین موجب می‌شود طول زنجیر اجزای تشکیل دهنده زیادتر شود. در برخی مخلوط‌ها نسبت مولی گروه‌های NCO به OH دقیقاً ۲ به ۱ است. در نسبت مولی حدود ۱ به ۱، گرانروی بسیار زیاد می‌شود و تهیه رزین‌های پراکنشی پلی‌اورتانی با مشکل روبرو می‌شود. در ضمن خطر ژله‌ای شدن نا به هنگام هم وجود دارد؛ ولی اگر این نسبت کمتر از ۱٬۵ به ۱ باشد امکان بروز چنین خطری کمتر می‌شود. برای پایین آوردن سریع دما در حین تهیه مخلوط‌های پلی‌اورتانی از یخ استفاده می‌شود. در نتیجه سرعت واکنش بین آب و گروه ایزوسیانات کم می‌گردد. بهترین حالت آن است که پیش پلیمر با گروه پایانی NCO با افزاینده زنجیر آمینی واکنش دهد. با این حال پراکنده کردن پیش پلیمر در آب، به ویژه در یک واحد صنعتی نیازمند زمان مشخصی است. در هر صورت واکنش‌های جانبی نامطلوب بین آب و ایزوسیانات رخ می‌دهد. با سرد کردن مخلوط خنثی تا زیر دمای ۵۰ درجه سانتی گراد واکنش‌های جانبی به حداقل میزان خود می‌رسند. راه‌های زیادی برای اصلاح خواص و کارایی رزین‌های پراکنشی پلی‌اورتانی وجود دارد. یکی از روش‌های اصلاح به فناوری اختلاف معروف است. رزین‌های پراکنشی پلی‌اورتانی در حضور سایر پلیمرها تهیه می‌شوند. یا به عبارت دیگر با آن‌ها مخلوط می‌شوند و قبل از پراکنده شدن پلی‌اورتان، پیش پلیمر تازه که برای تهیه رزین پراکنشی پلی‌اورتانی بکار می‌رود باید اصلاح شود. با وارد کردن نوعی اصلاح‌کننده اپوکسی دار به درون ساختار پیش پلیمر، می‌توان استحکام چسبندگی رزین‌های پراکنشی پلی‌اورتانی را زیاد کرد. برای مثال، پروپیلن اکسید بر پایه دی گلیسیدیل اتر با وزن مولکولی بیش از ۷۰۰ با دی اتانول آمین به نسبت مولی یک به یک در دمای ۶۰ درجه سانتی گراد واکنش می‌دهد و ترکیبی با گروه پایانی اپوکسی و سه گروه OH به وجود می‌آید. با NMP به عنوان حلال کمکی، می‌توان گرانروی را کنترل کرد. پیش از افزودن ایزوسیانات ترکیب حد واسط را به مخلوط پلی ال و DMPA اضافه می‌کنند. گروه انتهایی اپوکسی با گروه‌های ایزوسیانات یا افزاینده زنجیر پلی آمین واکنش نمی‌دهد، چرا که واکنش با ایزوسیانات و آمین به ویژه زمانی که دما پایین باشد، بسیار کند است. می‌توان از رزین‌های پراکنشی پلی‌اورتانی اصلاح شده برای پوشش دادن انواع پلاستیک‌های مصرفی در صنایع خودروسازی استفاده کرد یا آنکه این مخلوط‌ها را در ترکیب یک ایروسل بر پایه آب بکار برد. در این حالت به ماده‌ای مانند دی متیل اتر نیاز است. یکی از روش‌های کاهش قیمت، اختلاط رزین‌های پراکنشی پلی‌اورتانی با پلیمرهای آکریلیک است. مدت مدیدی است که در اروپا از پوشش‌های رنگدانه دار بر پایه آب حاوی مخلوط ۵۰:۵۰ از مخلوط معلق پلی‌اورتانی و رزین‌های امولسیونی آکریلیکی در تهیه کفپوش‌ها استفاده می‌شود. این پوشش‌ها در حالت خشک سطح نیمه براق سفید رنگی را ایجاد می‌کنند که برای پوشش کف‌های بتنی یا تزئین کفپوش‌های چوبی به ویژه در مواردی که مقاومت در برابر الکل یا آب حائز اهمیت است، بسیار مناسب تشخیص داده شده‌اند. یکی از مزایای بسیار مهم مخلوط معلق پلی‌اورتانی بر پایه آب، کامل شدن واکنش سامانه‌ها در این مدت است، به‌طوری‌که در پایان واکنش هیچ ایزوسیانات آزادی بر جای نمی‌ماند. در دراز مدت با حرکت صنعت پوشش دهی به سوی سامانه‌های عاری از ایزوسیانات این مورد یک مزیت جدی تلقی می‌گردد.

## سامانه‌های بر پایه سیمان
اخیراً تعدادی از شرکت‌ها در کف پوش‌های مورد استفاده خود، سیمان‌های اصلاح شده پلی‌اورتانی را بکار برده‌اند. از جمله خواص مهم در این ترکیب می‌توان به کم بودن گاز دی‌اکسید کربن به وجود آمده، مسطح شدن خوب و زمان کاری حدود ۳۰ دقیقه آن اشاره کرد. هر سه جزء سازنده روی خواص پوشش کف بر پایه سیمان اصلاح شده با پلی‌اورتان اثر می‌گذارند. در این نوع سامانه‌های پلی‌اورتانی از واکنش اجزای سازنده با آب، اوره و گاز دی‌اکسید کربن به وجود می‌آید که علت آن وجود MDI در فرمول است. MDI با گروه‌های هیدروکسی در روغن کرچک که نوعی تری گلیسیرید اسید الکل چرب است، واکنش می‌دهد مخلوط سیمان – پلی‌اورتان پوشش سختی به وجود می‌آورد که می‌توان انواع پوشش‌های به حالت مایع را برای تزئین روی آن بکار برد. آهک موجود در ترکیب آب را جذب می‌کند و سرعت سخت شدن سیمان به این روش کنترل می‌شود. در ضمن آهک مقداری از دی‌اکسید کربن حاصل از واکنش MDI و آب را نیز جذب خود می‌کند. واکنش آهک با دی‌اکسید کربن و آب بشرح زیر است:
CaO+CaCO3 ----> CaCO3 Ca(OH)+ CO2 ----> CaCO3+H2O در فناوری نوین بخشی از سامانه رنگزای پوشش را ملات تشکیل می‌دهد. ملات مخلوطی از رزین‌های ویژه و جزء رنگزاست که از سیمان و الیاف تشکیل می‌شود. الیاف انعطاف‌پذیری لازم را به پوشش داده و رشد ترک را کنترل می‌کند، ضمن آنکه استحکام کششی را بهبود می‌بخشد. استحکام کششی ترکیبات سیمانی مانند اکثر مواد سرامیکی کم، ولی استحکام فشاری آن‌ها زیاد است. با افزودن الیاف با برخی از پلیمرها می‌توان ویژگی‌های رشد ترک را در پوشش کنترل کرد. وقتی سیمان با آب ترکیب می‌شود، یون‌های OH به تعداد فراوان تشکیل شده و PH شدیداً بالا می‌رود. اگر از این نوع پوشش‌ها برای پوشش دهی سطوح فولادی استفاده شود، محیط قلیایی حاصل، فولاد را در برابر خوردگی محافظت می‌کند. درست مانند آنچه که در بتن‌های مسطح با میلگردهای فولادی به وقوع می‌پیوندد. این نوع پوشش‌ها را می‌توان روی سطوح عمودی مانند لوله‌های انتقال نفت به راحتی مورد استفاده قرارداد. حاصل کار، سامانه‌های ارزان قیمت مقاوم در برابر خوردگی است که بسیار انعطاف‌پذیر، محکم و نیز بادوام هستند. نتیجه‌گیری استفاده از پلی‌اورتان‌ها، پلی اوره‌ها و رزین‌های پراکنشی پلی‌اورتانی و مواد شرکت‌کننده در واکنش‌های آن‌ها به‌طور پیوسته در حال رشد و توسعه است. این مواد بیشترین کاربرد را در پوشش دهی سطوح گوناگون دارند. مسائل زیست‌محیطی و مقررات جدید، فناوری نوین ساخت پوشش را به سوی سامانه‌های بدون حلال، پر جامد و سامانه‌های بر پایه آب هدایت می‌کنند. در آینده سامانه‌های پوشش دهی عاری از ایزوسیانات کاربری بیشتری پیدا خواهند کرد. طرح‌های نوینی برای سامانه‌های سیمانی اصلاح شده با پلیمرها به منظور حفاظت کف و سطوح فولادی وجود دارد.

## پلی‌اورتان پلیمری پرکاربرد
در اواخر سال ۱۹۸۰ تعدادی از دانشمندان شیمی، ساختار و مورفولوژی سطح پلی‌اورتان‌ها را مورد بررسی قرار دادند و به تدریج روش‌های جدید پوشش دهی سطح به همراه پیوندهای مواد دیگر به سطح پلی‌اورتان‌ها، با هدف بهبود سازگاری با خون ابداع شد.
الاستومرهای پلی‌اورتانی، خانواده‌ای از کوپلیمرهای توده‌ای بخش شده‌است که کاربردهای مهمی در زمینه‌های گوناگون صنعتی و پزشکی پیدا کرده‌است. اولین پلی‌اورتان، از واکنش دی ایزوسیانات آلیفاتیک با دی آمین به دست آمد. اتو بایر و همکارانش اولین بار این پلی‌اورتان را معرفی نمودند که به شدت آب دوست بود و بنابراین به عنوان پلاستیک یا فیبر نمی‌توانست مورد استفاده قرار گیرد. واکنش بین دی ایزوسیانات‌های آلیفاتیک و گلیکول‌ها منجر به تولید پلی‌اورتانی با خصوصیات پلاستیکی و فیبری گردید. به دنبال آن، با استفاده از دی ایزوسیانات آروماتیک و گلیکول‌های با وزن مولکولی بسیار بالا، پلی‌اورتانی به دست آمد که خانواده مهمی از الاستومرهای ترموپلاستیک به‌شمار می‌رود.
خواص اورتان‌ها از مواد ترموست بسیار سخت تا الاستومرهای نرم تغییر می‌کند. از پلی‌اورتان‌های ترموپلاستیک، در ساخت وسایل قابل کاشت بسیار مهمی استفاده می‌شود، چرا که دارای خواص مکانیکی خوب نظیر استحکام کششی، چقرمگی، مقاومت به سایش و مقاومت به تخریب شدن، به علاوه زیست سازگاری خوب می‌باشند که آن‌ها را در گروه مواد مناسب جهت کاربردهای پزشکی قرار می‌دهد.

## سلامتی و ایمنی
پلیمر پلی اورتان کاملاً واکنش یافته از نظر شیمیایی بی اثر است.هیچ محدودیتی برای قرار گرفتن در معرض پلی اورتان در ایالات متحده توسط OSHA (اداره ایمنی و بهداشت کار) یا ACGIH (کنفرانس آمریکایی بهداشت کارگران صنعتی) تعیین نشده‌است. این مسئله توسط OSHA به دلیل سرطان زایی تنظیم نشده‌است. پلیمرهای پلی اورتان یک جامد قابل احتراق است و در صورت قرار گرفتن در معرض شعله باز این اتفاق رخ می‌دهد. در اثر تجزیه در هنگام آتش‌سوزی، پلی اورتان می‌تواند علاوه بر اکسیدهای ازت، ایزوسیانات‌ها و سایر محصولات سمی مقادیر قابل توجهی از مونوکسید کربن و هیدروژن سیانید تولید کند. به دلیل اشتعال پذیری مواد، باید با استفاده از بازدارنده‌های شعله (عایق)، (حداقل در مورد وسایل منزل) این مشکل را برطرف کرد، که تقریباً همه آنها مضر تلقی می‌شوند. بعدها کالیفرنیا بیانیه ای صادر کرد که در آن به اکثر فوم‌های پلی اورتان اجازه می‌داد تست‌های اشتعال پذیری را بدون استفاده از بازدارنده‌های شعله بگذرانند، مؤسسه سیاست گذاری علوم سبز اظهار می‌دارد: "گرچه استاندارد جدید بدون بازدارنده‌های شعله قابل انجام است، اما استفاده آنها ممنوع نیست. مشتریانی که مایل به کاهش وجود بازدارنده‌های شعله هستند می‌توانند به دنبال برچسب TB117-2013 روی مبلمان باشند و فروشندگان باید تأیید کنند که این محصولات حاوی مواد بازدارنده شعله نیستند.
مخلوط‌های رزین مایع و ایزوسیانات‌ها ممکن است حاوی اجزای خطرناک یا تنظیم شده باشند. ایزوسیاناتها حساس کننده‌های پوستی و تنفسی شناخته شده‌اند. علاوه براین، آمین‌ها، گلیکول‌ها و فسفات موجود در کف‌های پلی اورتان اسپری خطرات زیادی را به همراه دارند. قرار گرفتن در معرض مواد شیمیایی که ممکن است در طول یا بعد از استفاده از پاشش فوم پلی اورتان (مانند ایزوسیاناتها) ساطع شود برای سلامتی انسان مضر است و به همین دلیل در طی و بعد از این فرایند احتیاط‌های ویژه ای لازم است. در ایالات متحده، اطلاعات اضافی در مورد سلامتی و ایمنی از طریق سازمانهایی مانند انجمن تولیدکنندگان پلی اورتان (PMA) و مرکز صنعت پلی اورتان (CPI) و همچنین از طریق تولیدکنندگان سیستم پلی اورتان و مواد اولیه یافت می‌شود. اطلاعات نظارتی را می‌توان در قانون آیین‌نامه فدرال عنوان ۲۱ (غذا و دارو) و عنوان ۴۰ (حفاظت از محیط زیست) یافت. در اروپا اطلاعات بهداشتی و ایمنی از ISOPA (انجمن تولیدکنندگان دیزوسیانات و پلیول اروپا) در دسترس است.

## کاربردهای پلی‌اورتان‌ها
با استفاده از پلی اترها به عنوان پلی ال، در سنتز پلی‌اورتان می‌توان اندام‌های کاشتنی طولانی مدت تهیه نمود، که در قلب مصنوعی، کلیه مصنوعی، ریه مصنوعی، هموپرفیوژن، لوزالمعده مصنوعی، فیلترهای خونی، کاتترها، عروق مصنوعی، بای پس سرخرگ‌ها یا سیاهرگ‌ها، دندان و لثه، بیماری‌های ادراری، ترمیم زخم، رساندن یا خارج کردن مایعات، نمایش فشار عروق، آنژیوپلاستی، مسدود کردن عروق، جراحی عروق آئورت و کرونری، دریچه‌های قلب سه لتی و دولتی کاربرد دارند.
در صورتی که از پلی اترها به عنوان پلی ال، در سنتز پلی‌اورتان استفاده شود، پلی‌اورتان‌های زیست تخریب پذیر تهیه می‌شود که به‌طور مثال در کانال هدایت بازسازی عصب، ساختارهای قلبی –عروقی، بازسازی غضروف مفصل و منیسک زانو، برای تعویض و جایگزینی استخوان اسفنجی، در سیستم‌های کنترل شده رهایش دارو و برای ترمیم پوست کاربرد دارد.
پلی اورتان به صورت فوم پاششی کاربرد زیادی در عایق کاری ساختمان‌ها دارد. گفته می‌شود فوم پلی اورتان بهترین عایق شناخته شده در جهان از نظر ضریب انتقال حرارت است.
از دیگر کاربری‌های این متریال استفاده از آن به عنوان پوشش محافظ و کف پوش می‌باشد. کف پوش‌های پلی یورتان دارای مقاومت‌های مکانیکی بالا و انعطاف‌پذیری مناسب در برابر تنش‌های محیطی بوده به همین دلیل احتمال بروز ترک خوردگی در کف پوش پولی یورتان بسیار کم می‌باشد. کف پوش پلی یورتان را می‌توان به عنوان لایه محافظ کف‌های بتنی یا فلزی در برابر عوامل جوی یا به عنوان یک کف پوش مستقل با ویژگی‌های منحصر به فرد مورد استفاده قرار داد. کف پوش پلی یورتان در ضخامت‌های بالای هزار میکرون قابلیت ایجاد سطحی با نمای صیقلی و دکوراتیو و مقاوم در برابر اشعه خورشید، عایق کامل رطوبت و مقاومت سایشی مناسب را دارا می‌باشد، از این رو این نوع از کف پوش‌ها قابلیت استفاده به عنوان پوشش‌های صنعتی و همچنین به عنوان یک پوشش دکوراتیو را دارا می‌باشد.
یکی از معایب فوم‌های پلی اورتان شعله‌پذیری این مواد است ولی به تازگی روش‌هایی برای حل این مشکل ابداع شده که از این میان می‌توان به روکش سیمانی یا پلاستر و استفاده از فرمولاسیون‌های جدید فوم‌های پلی اورتان نسوز اشاره کرد که قیمت بالاتری دارند.

## تأثیر ساختار شیمیایی و مورفولوژی سطح روی خون سازگاری پلی‌اورتان
در اواخر سال ۱۹۸۰ تعدادی از دانشمندان، شیمی، ساختار و مورفولوژی سطح پلی‌اورتان‌ها را مورد بررسی قرار دادند و به تدریج روش‌های جدید پوشش دهی سطح به همراه پیوندهای مواد دیگر به سطح پلی‌اورتان‌ها، با هدف بهبود سازگاری با خون ابداع شد. ترکیب شیمیایی پلی‌اورتان‌ها جهت بهبود خون سازگاری، با تغییرات بسیار زیادی همراه شده‌است. از جمله این موارد سنتز پلی‌اورتان یا پلی‌اورتانِ یورا با قسمت‌های نرم آبدوست است.
«Cooper»، نیز در مورد ارتباط بین شیمی پلی ال‌ها و خون سازگاری پلی‌اورتان‌ها، تحقیقاتی را بر روی نمونه‌های مختلف پلی‌اورتان با پلی ال‌های متفاوت نظیر PEO, PTMO, PBD (پلی بوتادین) و PDMS انجام داد. این پلی‌اورتان‌ها به روش پلیمریزاسیون دو مرحله‌ای تهیه شدند و بر روی لوله‌های پلی اتیلنی پوشش دهی شده و سپس درون بدن سگ قرار گرفتند تا پاسخ لخته زایی آن‌ها مشخص گردد. پلی‌اورتان با پلی ال PDMS کمترین لخته زایی را نسبت به نمونه‌های دیگر نشان داد. طبیعت آبگریز PDMS باعث بهبود آب‌گریزی سطح پلی‌اورتان پایه PDMS، و در نتیجه توجیهی برای بهبود خون سازگاری آن نسبت به سایر موارد می‌شود و میزان چسبندگی اولیه پلاکت‌ها با استفاده از سولفونات یا پوشش‌هایی نظیر هپارین در تغییر پاسخ خون به این مواد نقش بسیار عمده‌ای را ایفا می‌کنند. محققی به نام Santerre [۵۵]، پلی‌اورتان‌هایی را بر پایه سولفونات سنتز نمود که دارای گروه‌های مختلف سولفور(۳٫۱٪ ۱٫۴٪) بود. در نمونه‌های با گروه‌های سولفونات زمان لخته زایی بیشتر افزایش یافت.

## روش‌های بهبود خواص سطحی پلی‌اورتان‌ها
با توجه به اینکه خون سازگاری یک بیومتریال بستگی مستقیم به شیمی سطح آن دارد، تغییر در وضعیت سطحی کمک بسیار زیادی در حل مشکلات خون سازگاری خواهد نمود. از جمله موادی که در این مورد نتایج و رضایت بخشی را در بهبود خون‌سازگاری نشان داده‌اند، می‌توان به سولفونات پلی اتر اورتان، پیوند سطح اکریل آمید و دی اکریل آمید با پلی اتر یورتان، اتصال فسفوریل کولین به سطح پلی اتر اورتان با استفاده از پرتو UV و پیوند پروپیل سولفات – پروپیلن اکساید (PEO SO3)، اشاره نمود.
در سال‌های اخیر محققان برای افزایش بهبود خون‌سازگاری بیومتریال‌ها، از پیوند هپارین به سطح آن‌ها استفاده نموده‌اند که نتایج رضایت بخشی به همراه داشته‌است. یکی از مهم‌ترین مشکلات در این راه، پیوند یونی هپارین (surfaces bearing ionically bound heparin) به سطح پلی‌اورتان است. هپارین می‌تواند به صورت کوالانی با گروه‌های آمین یا هیدروکسیل آزاد ایزوسیانات پیوند برقرار سازد. در بین تمام روش‌هایی که باعث تثبیت هپارین می‌شود، مؤثرترین روش استفاده از تابش اکسیژن پلاسمای یونیزه شده‌است که باعث پیوند با پلیمر می‌شود.
نتایج خون سازگاری حاصل از هپارینیزه شدن پلی‌اورتان، نشانگر فعالیت کمتر پلاکتها و پروتئین‌های پلاسما است که منجر به کاهش تشکیل لخته خون می‌شود. همچنین چسبندگی سلول‌های تک هسته‌ای و ترشح فاکتور نکروز تومور در تماس با پلی‌اورتان هپارینیزه شده کمتر گزارش شده‌است. از دیگر راه‌های گزارش شده که می‌توان بدون استفاده از پوشش‌های هپارینی به یک پلی‌اورتان خون سازگار دست یافت، پوشش دهی یا تثبیت شیمیایی داروهای ضد لخته زا یا مولکول‌هایی نظیر مشتقات Urookinase, Prostacyclin, ADPase, Dipyridamol, Glucose و اتم‌های نقره است.
پلی‌اورتان‌های دارای گروه‌های سولفونات، لخته زایی بسیار کمی نسبت به پلی‌اورتان‌های معمولی داشت. پلی‌اورتان‌های سولفونات شده ترومبین (آنزیم مؤثر برای ایجاد لخته) را مصرف کرده و بر پلیمریزه شدن فیبرینوژن تأثیر مستقیم می‌گذارد.
ایجاد پیوند کووانسی پپتید (Arg Gly Asp RGD)، با ستون اصلی پلیمر نیز یکی دیگر از روش‌های بهبود خواص خون سازگاری پلی‌اورتان‌ها است که در نتیجه چسبندگی سلول‌های اندوتلیال به سطح پلیمر افزایش می‌یابد.

## تخریب پلی‌اورتان‌ها
همه پلیمرها امکان تخریب دارند و پلی‌اورتان‌ها نیز از این قاعده مستثنی نیست. جهت جلوگیری از تخریب پلی‌اورتان‌ها روش‌های مختلفی وجود دارد که شامل هیدرولیز، فتولیز، سلولیز، تومولیز، پیرولیز (تجزیه در اثر حرارت) و تخریب بیولوژیک، ترک بر اثر استرس محیطی، اکسید شدن و تخریب به وسیلهٔ میکروب و قارچها می‌شود.
در حالت بیولوژیک تنش محیطی باعث ایجاد ترک می‌شود که در نهایت شکست ممکن است به وجود آید و باعث ایجاد تخریب سطحی ویژه در پلیمر شود. آنزیم‌ها نیز می‌توانند باعث تخریب پلی‌اورتان‌ها شود. تخریب میکروبی، یک واکنش تجزیه شیمیایی است که به وسیله حمله میکروارگانیسم‌ها صورت می‌گیرد. آنزیم‌ها و قارچ‌ها نیز ممکن است پلی‌اورتان‌ها را تخریب کند.
پیوندهای مستعد برای تخریب هیدرولیتیک در پلی‌اورتان‌ها، پیوندهای استری و اورتانی است. استرها به اسید و الکل تجزیه می‌شود و پیوندهای اورتانی در نتیجه تخریب شدن به کربامیک اسید و الکل هیدرولیز می‌شود.
ترکیبات مسئول تخریب پلیمرها در بدن شامل: آب، نمک، پراکسیدها و آنزیم‌ها است. به‌طور کلی مولکول‌هایی مانند ویتامین‌ها و رادیکال‌های آزاد باعث تسریع کردن تخریب می‌شود. اگر پلی‌اورتان آب‌گریز باشد تخریب معمولاً در سطح مواد انجام می‌شود. اگر پلی‌یورتان‌ها هیدروفیل باشد، آب در توده پلیمر وارد شده و تخریب در سرتاسر ماده اتفاق می‌افتد.

## تخریب پلیمر
تخریب پلیمر در مایع Media (پلاسما و بافت) به‌طورکلی شامل مراحل زیر است:
- جذب مدیا در سطح پلیمر،
- جذب مدیا به توده پلیمر،
- واکنش‌های شیمیایی با پیوندهای ناپایدار در پلیمر
- نقل و انتقال تولیدات تخریب از ماتریکس پلیمر و جذب سطحی محصولات تخریب از سطح پلیمر.
- تأثیر آب‌دوستی بر میزان تخریب پلی‌اورتان‌ها

یکی از مشکلات اصلی کاشت پلی‌اورتان‌ها در حالت in vivo تمایل آن‌ها برای آهکی شدن و تخریب شدن است. اکثر ایمپلنت‌های پلی‌اورتانی در حالت in vivo از طریق هیدرولیز تخریب می‌شود.
الاستومرهای زیست تخریب پذیر در ایمپلنت‌های قلبی و عروقی، داربست‌ها برای مهندسی بافت، ترمیم غضروف مفصل، پوست مصنوعی و در تعویض و جانشینی پیوند استخوان اسفنجی استفاده می‌شود.
مواد هیدروفیل مانند هیدروژل‌ها، به عنوان سدی برای چسبندگی بافت‌ها استفاده می‌شود. موادی با هیدروفیلی کم، باعث چسبندگی تکثیر سلول‌ها می‌شود که برای داربست‌های مهندسی بافت مناسب است.

## کاربرد پلیمرهای زیست تخریب پذیر در پزشکی
- واکنش پلی‌اورتان زیست تخریب پذیر با استئوبلاست‌ها و کندروسیت‌ها و ماکروفاژها

امروزه کاربرد پلیمرهای زیست تخریب پذیر در پزشکی مطرح است. مواد زیست تخریب پذیر کاربردهای بی‌شماری در پزشکی و جراحی دارند و این مواد طوری طراحی شده‌است که در حالت in vivo تخریب شود.
تصور کلی از زیست سازگاری بر اساس واکنش میان یک ماده و محیط بیولوژیک است. واکنش بافت‌ها و سلول‌ها در خیلی از موارد به وسیلهٔ پاسخ التهابی مشخص می‌شود.
در مهندسی بافت از ماتریس‌ها و داربست‌های زیست تخریب پذیر پلیمری به عنوان حامل سلول برای بازسازی بافت‌های معیوب استفاده می‌شود. به‌طور کلی، ایمپلنت‌ها نباید موجب پاسخ غیرعادی در بافت‌ها یا تولید مواد سمی یا تأثیرات سرطان زایی در بافت شوند. در تحقیقات in vivo، فوم پلی‌اورتان زیست تخریب پذیر، زیست سازگاری مطلوبی از خود نشان می‌دهد. این پلی‌اورتان‌ها هر چند که باعث فعال شدن ماکروفاژها می‌شود ولی تأثیرات سمی و سرطان زایی در بدن ندارد.
در یک تحقیق جدید، جهت ارزیابی زیست سازگاری از فوم پلی استر پلی‌اورتان زیست تخریب پذیر با سایز سوراخ‌ها ۴۰۰–۱۰۰ میکرون استفاده شده و واکنش کندروسیت‌های و سلول‌های استئوبلاست موش [line Mc3T3 E۱] با فوم پلی‌اورتان زیست تخریب پذیر (Degrapol foam) مورد بررسی قرار گرفته شده‌است، پاسخ سلولی که شامل: رشد، فعالیت سلول‌ها و پاسخ سلولی استئوبلاست‌ها و ماکروفاژها به محصولات تخریب در نظر گرفته شد. سلول‌های استئوبلاست‌ها و کندرویست‌ها از موش‌های صحرایی نر بالغ جدا شده بود.
جهت سنتز این کوپلیمر نیز مقدار برابر از PHB– دی ال و پلی کاپرولاکتون دی ال در ۱ و۲ دی کلرو اتیلن حل شده و به صورت آزئوتروپیکالی به وسیله برگشت حلال تحت نیتروژن خشک، سنتز شد. این پلی استر اورتان، یک بخش آمورف و یک بخش کریستالی دارد و همچنین دی ال با PHB تشکیل حوزه‌های کریستالی می‌دهد و دی ال با پلی کاپر. لاکتون تشکیل حوزه‌های آمورف می‌دهد.
پس از کشت سلولی، اسکن به وسیله میکروسکوپ الکترونی (SEM) نشان می‌دهد که سلول‌ها در سطح و داخل حفره‌های فوم، رشد می‌کند و سلول‌هایی که در سطح فوم دیده می‌شود و به صورت یک نمایش سلولی مسطح و چند لایه سلول متلاقی، دیده می‌شود.
نتایج به دست آمده نشانگر این مطلب است که استئوبلاست‌ها و ماکروفاژها توانایی بیگانه خواری و فاگوسیتوز محصولات تخریب را دارند و محصولات تخریب در غلظت کم، تأثیری در رشد و عملکرد استئوبلاست‌ها نمی‌گذارد. به‌طور کلی کندروسیت‌ها و استئوبلاست‌ها در فوم زیست تخریب پذیر تکثیر یافتند و فنوتیپشان را نگاه داشت. این مطلب نشان می‌دهد که این داربست‌ها برای مراحل ترمیم استخوان مفید است.

## اثرات نور مرئی
پلی اورتان‌ها، به ویژه آنهایی که با استفاده از ایزوسیانات‌های معطر ساخته می‌شوند، حاوی کروموفورهایی هستند که با نور تعامل دارند. این مورد مورد توجه خاصی در زمینه پوشش‌های پلی اورتان است، جایی که پایداری نور عامل مهمی است و دلیل اصلی استفاده ایزوسیانات‌های آلیفاتیک در ساخت پوشش‌های پلی اورتان است. هنگامی که فوم PU، که با استفاده از ایزوسیانات‌های معطر ساخته شده‌است، در معرض نور مرئی قرار می‌گیرد، تغییر رنگ داده و از سفید به زرد یا قهوه ای مایل به قرمز تبدیل می‌شود. به‌طور کلی پذیرفته شده‌است که به غیر از زردی، نور مرئی تأثیر کمی بر روی خواص فوم دارد. گزارش شده‌است که قرار گرفتن در معرض نور مرئی می‌تواند بر تغییرپذیری برخی نتایج تست خاصیت فیزیکی تأثیر بگذارد. همچنین پرتوهای اشعه ماوراء بنفش با انرژی بالاتر واکنشهای شیمیایی را در فوم ایجاد می‌کند، که بعضی از آنها برای ساختار فوم مضر هستند.

## نحوه به‌کارگیری پلی اورتان
پلی اورتان به عنوان یک عایق بسیار مناسب شناخته شده‌است که کاربردهای آن با تغییر دانسیته و سلول بندی متغیر می‌باشد. این مواد می‌تواند به عنوان عایق صوت (مواد سلول باز) یا عایق حرارت (مواد سلول بسته) استفاده شود. عایق کاری به کمک پلی اورتان عموماً یا به صورت پاشش یا تزریق یا پنل پیش‌ساخته می‌باشد.

## خواص
- چسبندگی فوق‌العاده بالا با انواع سطوح
- مقاومت بالا در برابر عوامل خورنده محیطی و جوی
- حفظ قابلیت انعطاف در دامنه وسیع دمایی
- در درزهای عمودی شره نمی‌کند
- غیر سمی و داری تاییدیه مصرف در مجاورت آب آشامیدنی

این محصولات در بسته‌بندی سوسیس شکل با حجم 600cc تولید شده و استفاده می‌گردد.
با توجه به اینکه این محصول در مجاورت رطوبت با سرعت بیشتری خشک می‌شود، در زمان نگهداری و اجرا میزان رطوبت محیط بسیار مهم می‌باشد تا از خشک نشدن در زمان نگهداری و چسبیدن به درزها در زمان اجری آن‌ها اطمینان حاصل شود.
ابزار پیش‌ساخته دکوراتیو پلی اورتان و پلی استایرن با دانسیته بالا در انواع ابزار گلویی، نور مخفی، پروفیل‌های قاب، قرنیز، قاب‌های پیرامونی در و پنجره، طاقچه‌ها، گل‌ها و گنبدهای زیبای سقفی، ستون و سرستون. جهت ایجاد طرح‌ها و جلوه‌های زیبا و طبیعی در سبک‌های معماری مدرن برای معماران و سازندگان
ابزارهای پلی اورتان و پلی استایرن جایگزین مناسب گچ بری سنتی با وزن بسیار سبک و صرفه اقتصادی و سرعت نصب بالا.
ابزار پیش‌ساخته دکوراتیو پلی اورتان قابل استفاده در تمامی ساختمان‌ها اعم از ساختمان‌های در حال نوسازی، بازسازی، ساختمان‌های با مصالح سنتی یا با مصالح سبک و نوین و به ویژه ساختمان‌های با سبک معماری مدرن می‌باشد. این محصول که در قالب طرح گچ بری‌های ساختمانی می‌باشد با توجه به نوع طرح بسیار متنوع و جذاب بوده که مورد استقبال عمومی قرار گرفته‌است.
ابزار گلویی کنج پلی اورتان. ابزارهای سطوح صاف پلی اورتان. ستون و سرستون دکوراتیو پلی اورتان. گل سقف در دکوراسیون داخلی. ابزار دکوراتیو
ابزارهای پیش‌ساخته با نصب سریع و کیفیت بالا و وزن سبک. قرنیز منعطف مناسب برای سطوح منحنی شکل/گچ بری پلی اورتان/ستون پلی اورتان/نرده سبک
- هزینه کمتر، وزن بسیار سبک
- حمل و نقل آسان، قابلیت عبور تجهیزات ساختمانی (کابل، لوله سیم و …)
- قابلیت ترمیم‌پذیری، عدم تغییر رنگ و ترک خوردگی با گذشت زمان
- نصب سریع و آسان در کوتاه‌ترین زمان ممکن (بدون جابجایی در وسایل محل مورد نظر)
- قابلیت نورپردازی و رنگ‌پذیری فوق‌العاده سریع (رنگ‌های پلاستیک و اکرلیک)

گچ بری آسان، با استفاده از محصولات گچبری از جنس فوم فشرده پلی استایرن و پلی اورتان، بی نظیرترین جایگزین گچ بری سقف و دیوار می‌باشد.
صفحات فوم فشرده پلی استایرن متشکل از ساختار ماده پتروشیمی GPPS می‌باشد که دارای بافت تو در تو به هم فشرده و خالی از حفره می‌باشد که به صورت تزریقی به روش صنعتی همراه با ذوب این ماده در فشار بالا با بهره‌گیری از آخرین تکنولوژی جهان تولید می‌گردد و به دلایل بسیار از جمله
- استحکام بالا(Copressive Strength)
- قدرت عایق بندی (Isolation)
- جذب آب پایین(Water Absorption)
- قیمت پایین
- عدم انتشار گاز سمی در هنگام آتش‌سوزی
- به شدت رو به گسترش می‌باشد.
- دارای استاندارد انجمن مواد و آزمون ای‌اس‌تی‌ام بین‌الملل آمریکا